# Tine van der Vloet

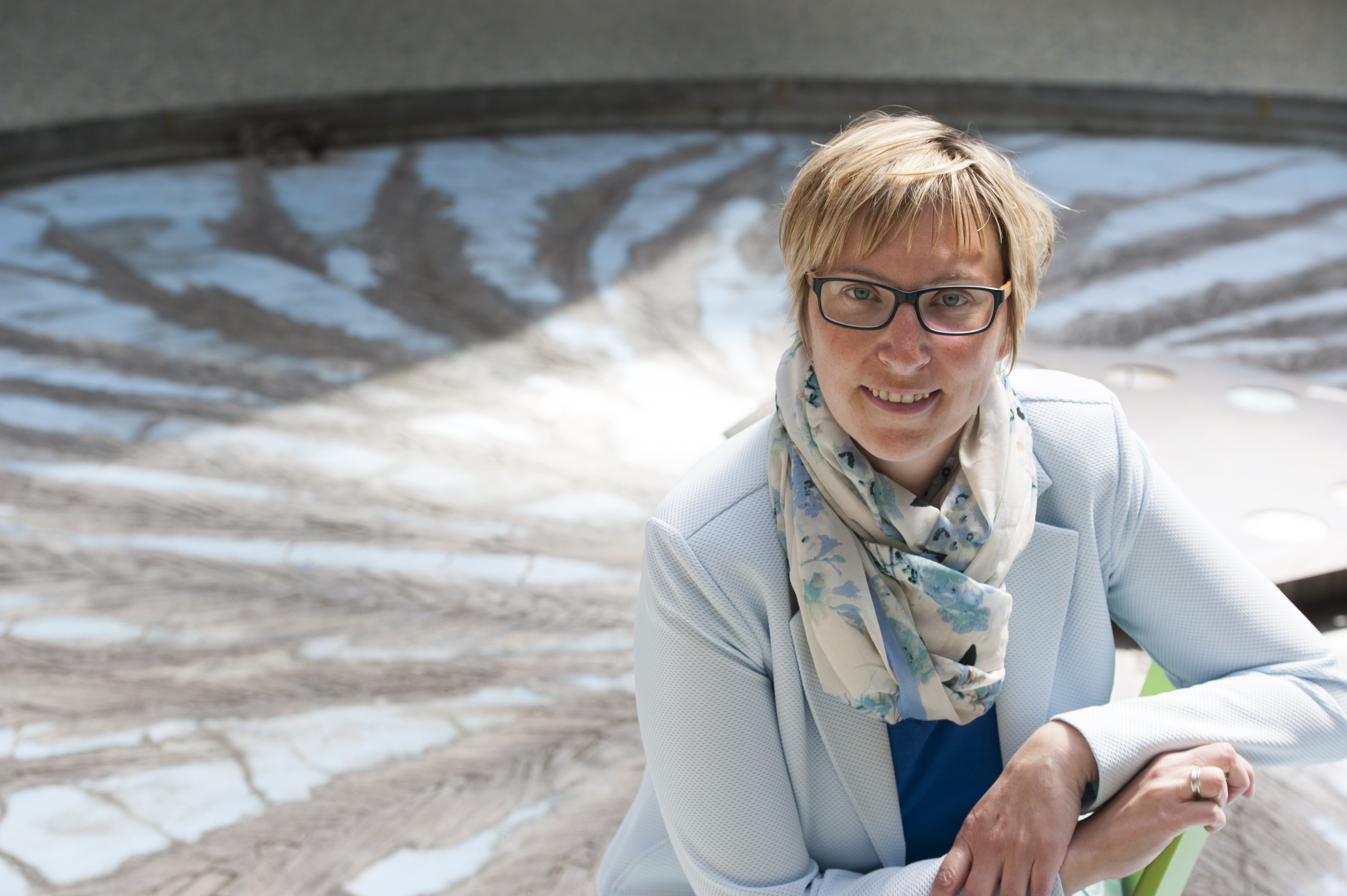
Tine van der Vloet

Tine van der Vloet (31 de janeiro de 1978) é uma política belga da Nova Aliança Flamenga (N-VA).

## Biografia
Van der Vloet formou-se em educação de necessidades especiais na Universidade Karel de Grote de Ciências Aplicadas e Artes em Antuérpia. Nas eleições municipais de 2012 foi líder partidária do N-VA em Merksplas e é vereadora desde 2013. Ela também tornou-se presidente do departamento de N-VA em Merksplas. Desde as eleições regionais belgas de 2014 Vloet é membro do Parlamento Flamengo, tendo sido reeleita em 2019.